# Love Story (песня Тейлор Свифт)
«Love Story» (История любви) — песня американской кантри и поп-певицы и автора песен Тейлор Свифт, вышедшая 12 сентября 2008 года в качестве лид-сингла с её второго студийного альбома Fearless (2008). Песня была написана самой певицей, а сопродюсером стал Нэтан Чапман.
Песня получила широкое признание и положительные отзывы критиков, многие отмечали стиль авторского текста Свифт и броскость песни. Сингл имел огромный коммерческий успех: к 2010 году по всему миру было продано более 15 миллионов синглов. «Love Story», тираж которого превышает 18 миллионов копий по всему миру, является одним из самых продаваемых синглов всех времён. В США песня достигла четвёртого места в Billboard Hot 100, было продано более 9 миллионов цифровых загрузок, став самым продаваемым синглом Свифт на сегодняшний день и ранее была самой продаваемой цифровой песней в стиле кантри всех времён. Трек также является одним из самых продаваемых синглов в США и был сертифицирован Американской ассоциацией звукозаписывающей индустрии в 8-кратном платиновом статусе RIAA. «Love Story» стал первым синглом Свифта, занявшим первое место в Австралии, и был удостоен 10-кратного платинового статуса Австралийской ассоциацией звукозаписывающей индустрии (ARIA). Песня и видеоклип имели значительную популярность в разных чартах (№ 1 в Billboard Pop Songs, Adult Contemporary, Hot Country Songs, № 2 в Великобритании, № 1 в Австралии, № 4 в Billboard Hot 100), получили несколько музыкальных наград Country Music Association Awards, Country Music Television, BMI Country Awards.
Песня под названием «Love Story (Taylor’s Version)» была перезаписана Свифт с новым вокалом и выпущена 12 февраля 2021 года в качестве лид-сингла переиздания альбома Fearless 2021 года. В кантри-чарте Billboard Hot Country Songs новая версия «Love Story (Taylor’s Version)» дебютировала на первом месте, сделав Свифт первым музыкантом, имеющим чарттопперы в последние три десятилетия: 2000-е, 2010-е и 2020-е годы и только вторым исполнителем (после Долли Партон), имеющим на первых местах как оригинальную, так и перезаписанную новую версию одной и той же песни. Также он дебютировал на 11-м месте в основном мультижанровом американском хит-параде Billboard Hot 100 (это 129-е попадание в лучшую сотню — женский рекорд).

## История
Сюжет песни напоминает шекспировских «Ромео и Джульету», но со счастливым концом. Запись «Love Story» проходила в марте 2008 года в Blackbird Studios в Нашвилле (штат Теннесси, США) вместе с продюсером Натаном Чэпменом и другим персоналом. Чэпмен ранее уже продюсировал дебютный эпонимичный альбом Taylor Swift 2006 года. «Love Story» была записана с использованием программно-аппаратного комплекса Pro Tools и трекирования вокальных дорожек, которые Свифт записывала вместе с музыкальной группой, включая акустические гитары, бас-гитары и ударные и другие инструменты. «Love Story» это кантри-поп песня длиной 3 мин 54 сек. Песня написана в тональности Ре мажор от Ля3 до Си4, с музыкальным темпом 120 уд. в минуту.
Итог всей их работы стал более, чем успешным, так как сингл через пару лет был сертифицирован в 8-кр. платиновом статусе Recording Industry Association of America и стал одним из 13 треков с альбома Fearless вошедших в top-40 чарта Billboard Hot 100, который побил рекорд по этому показателю за всю историю американского хит-парада.

## Отзывы
Песня получила положительные и смешанные отзывы музыкальной критики и интернет-изданий: Paste, About.com, Slant Magazine, The Boston Globe, BBC, Country Weekly, Billboard, The Guardian. Песня была включена в списки лучших песен, в том числе в список 100 лучших кантри-песен журнала Taste of Country (2016, Top 100 Country Songs), в список 35 лучших кантри-песен всех времен Time Out (2022, Best Country Songs of All Time) и в список 50 лучших кантри-любовных песен всех времен Billboard (2022, Top 50 Country Love Songs of All Time).

## Награды и номинации
Песня «Love Story» стала песней года на церемониях вручения наград Country Awards в 2009 году и Pop Awards в 2010 году, которые проводятся Broadcast Music, Inc. (BMI) для награждения наиболее часто исполняемых песен года на радио и телевидении США. Это была вторая подряд победа Свифт в номинации «Песня года» на BMI Country Awards, после «Teardrops on My Guitar» в 2008 году. Свифт, которой было 20 лет, стала самым молодым автором песен, победившим в номинации «Песня года» на BMI Pop Awards. На австралийской премии APRA Awards песня «Love Story» была номинирована как международная работа года.
На церемонии 35-й People's Choice Awards, «Love Story» была номинирована в категории «Favorite Country», но уступила песне Кэрри Андервуд «Last Name» (2008). Песня также была номинирована в категории «Fave Song» на церемонии Nickelodeon Australian Kids’ Choice Awards 2009, но уступила The Black Eyed Peas' «I Gotta Feeling» (2009) и получила такую же номинацию на 2009 Teen Choice Awards, но уступила в категории «Choice Music: Love Song» песне Дэвид Арчулета «Crush» (2008). В 2009 году «Love Story» была названа «Лучшей кантри-песней года» («Country Song of the Year») от имени Broadcast Music Incorporated (BMI).
| Год  | Организация                                | Награда                        | Результат | Ссылка        |
| ---- | ------------------------------------------ | ------------------------------ | --------- | ------------- |
| 2009 | Academy of Country Music Awards            | Video of the Year              | Номинация | [ 38 ]        |
| 2009 | BMI County Awards                          | Song of the Year               | Победа    | [ 39 ]        |
| 2009 | BMI County Awards                          | Publisher of the Year          | Победа    | [ 39 ]        |
| 2009 | Country Music Association Awards           | Music Video of the Year        | Победа    | [ 40 ]        |
| 2009 | CMT Music Awards                           | Female Video of the Year       | Победа    | [ 41 ]        |
| 2009 | CMT Music Awards                           | Video of the Year              | Победа    | [ 41 ]        |
| 2009 | Nickelodeon Australian Kids' Choice Awards | Favourite Song                 | Номинация | [ 42 ]        |
| 2009 | People's Choice Awards                     | Favorite Country Song          | Номинация | [ 43 ]        |
| 2009 | Teen Choice Awards                         | Choice Love Song               | Номинация | [ 44 ] [ 45 ] |
| 2010 | APRA Awards                                | International Work of the Year | Номинация | [ 46 ]        |
| 2010 | Myx Music Awards                           | Favourite International Video  | Победа    | [ 47 ]        |
| 2010 | BMI Pop Awards                             | Award-Winning Songs            | Победа    | [ 48 ]        |
| 2010 | BMI Pop Awards                             | Song of the Year               | Победа    | [ 48 ]        |

## Музыкальное видео
Видеоклип для песни поставил режиссёр Трей Фанджой, который ранее уже готовил видео для синглов с дебютного альбома Taylor Swift. Причём сама Тейлор определяла время показанной в «Love Story» без точной даты: «Я думаю, что это могло случиться в 1700-е, 1800-е годы или в 2008 году».
Премьера клипа прошла 12 сентября 2008 года на канале CMT.
Видео к этой песне выиграло две награды CMT Music Awards (2009) в категориях «Video of the Year» и «Female Video of the Year». Также видеоклип выиграл Country Music Association Award в категории «Music Video of the Year» на 43-й церемонии Country Music Association Awards. Видео также выиграло в категории «Favorite International Video» на церемонии Myx Music Awards 2010 на Филиппинах. Видео было номинировано в категории «Video of the Year» на 45-й церемонии Academy of Country Music Awards, но уступило «Waitin' on a Woman» (Brad Paisley, 2008).

## Концертные исполнения
При продвижении сингла в США в конце 2008 — начале 2009 года Свифт исполнила «Love Story» в телешоу Good Morning America, Позднее шоу с Дэвидом Леттерманом и Шоу Эллен Дедженерес, на церемонии Country Music Awards 2008,, а также в дуэте с английской рок-группой Def Leppard в программе CMT Crossroads (этот эпизод был выпущен на DVD эксклюзивно через магазины сети Wal-Mart в США), в программах Clear Channel Communications’s Stripped, Studio 330 Sessions и Saturday Night Live. В Великобритании Свифт продвигала трек в начале 2009 года с выступлениями в телевизионных программах, таких как Loose Women и Later... with Jools Holland. С тех пор Свифт дважды исполнила трек на шоу The Today Show, на фестивалях CMA Music Festival 2009 года, V Festival (2009), на австралийском благотворительном концерте Sydney Sound Relief, в танцевальном шоу Dancing with the Stars и снова на Late Show with David Letterman.
23 апреля 2019 года она исполнила фортепианную версию «Love Story» в Линкольн-центре исполнительских искусств во время гала-вечера Time 100 Gala, на котором её отметили как одного из «самых влиятельных людей года». 9 сентября Свифт исполнила песню на разовом концерте City of Lover в Париже. На церемонии вручения American Music Awards 2019 года, на которой она была удостоена награды «Артист десятилетия», Свифт исполнила «Love Story» в составе попурри с «The Man», «I Knew You Were Trouble», «Blank Space» и «Shake It Off». 21 июля 2022 года на концерте тура группы Haim One More Haim Tour в Лондоне Свифт выступила в качестве гостя и исполнила «Love Story» как часть попурри с «Gasoline». Она снова включила «Love Story» в регулярный сет-лист своего хедлайнерского тура 2023 года Eras Tour.

### Другие исполнения
«Love Story» пародировалась и адаптировалась к событиям популярной культуры. Для церемонии вручения музыкальных наград CMT Music Awards 2009 года Свифт и рэпер T-Pain записали пародию под названием «Thug Story», в которой они читают рэп и поют с помощью Auto-Tune; пародия транслировалась как часть открытия церемонии вручения наград. В августе 2020 года неофициальный хаус-ремикс на «Love Story» американского диджея Disco Lines стал вирусным на платформе видео TikTok. В октябре 2020 года ремикс Disco Lines занял 37-е место в чарте Польши. После отмены трех концертов тура Свифт «Eras Tour» на стадионе Эрнст-Хаппель в Вене из-за террористического акта британская рок-группа Coldplay и американская певица Мэгги Роджерс исполнили песню «Love Story» в рамках мирового тура «Music of the Spheres World Tour» на тех же площадках несколько недель спустя в качестве трибьюта.

## Коммерческий успех

### Северная Америка
27 сентября 2008 года «Love Story» дебютировал на № 16 в американском хит-параде Billboard Hot 100 с тиражом более 97,000 цифровых загрузок. На следующей неделе он поднялся на № 5 с тиражом 159,000. После 2 недель нахождения в лучшей десятке top-10, 18 октября 2008 года сингл спустился на № 13 и оставался в top-20 чарта Billboard Hot 100 в сумме 11 недель подряд, вернувшись в десятку лучших на № 7 позднее в неделю, заканчивающуюся 3 января 2009. 17 января 2009, песня достигла № 4, став для Свифт самым успешным синглом на тот момент. В последующие недели «Love Story» с учётом хороших продаж сингл оставался в чарте продлив там своё нахождение до 14 недель в top-10 и до 49 недель в целом в Hot-100.
Сингл стал одним из 13 треков с альбома Fearless вошедших в top-40 чарта Billboard Hot 100, который побил рекорд с одного альбома по этому показателю за всю историю американского хит-парада. Сингл был сертифицирован в 8-кр платиновом статусе Recording Industry Association of America и был продан тиражом в 5 млн копий в США к маю 2011 года. Песня стала самой успешной для Свифт на тот момент и самой успешным цифровым кантри-синглом всех времён в США (позднее рекорд был побит Lady Antebellum’s «Need You Now»), а также 9-м цифровым бестселлером всех времён в целом (без учёта жанра). К июлю 2015, «Love Story» был продан в количестве 5,872,000 копий в США.
«Love Story» достиг № 2 в радиоэфирном хит-параде США Billboard Radio Songs с 106 млн всеформатной аудитории. В кантри-чарте Billboard Hot Country Songs, «Love Story» дебютировал 27 сентября 2008 года на № 25. Затем вошёл в десятку лучших на 4-й недели нахождения в чарте и достиг № 9 на 9-ю неделю в чарте. В итоге песня стала № 1 в Billboard Hot Country Songs в 3-й раз в карьере Тейлор. На вершине кантри-чарта сингл продержался 2 недели (а всего 13 недель в Billboard Hot Country Songs). В поп-чарте Billboard Pop Songs песня дебютировала 22 ноября 2008 года на № 34. На 15-ю неделю нахождения в нём 28 февраля 2009 года сингл достиг в нём № 1, это стало самым большим успехом для любого кантри-сингла со времени хита Shania Twain's «You're Still the One», достигшего № 3 в 1998 году. «Love Story» также достиг № 1 в чарте Billboard Adult Contemporary и № 3 в Billboard Adult Pop Songs, и даже появился в латинском чарте Billboard Latin Pop Songs на № 35.
6 июня 2009 года песня одновременно возглавила два разных американских чарта: Adult Contemporary и Hot Country Songs. Таким образом, она стала только 5-й в истории песней, одновременно лидировавшей в этих двух хит-парадах, впервые после «What Hurts The Most» (Rascal Flatts, 2006-07), «I Hope You Dance» (Lee Ann Womack, 2001), «Breathe» (Фэйт Хилл, 2000) и «You're Still the One» (Шанайя Твейн, 1998). Также она стала первой песней, одновременно возглавившей радиочарты Country Airplay и Pop Airplay.
В Канаде, «Love Story» дебютировал 18 октября 2008 года на № 88, достигнув 29 ноября 2008 года № 4 и став для Свифт первым её хитом в канадском top-10. Сингл оставался в десятке лучших 10 недель, а во всём чарте 52 недели или целый календарный год.
Сингл в итоге стал № 8 в итоговом годовом хит-параде Канады и сертифицирован в 2-кр. платиновом статусе Music Canada за тираж 160,000 цифровых копий.

### Европа и Океания
«Love Story» дебютировал 28 февраля 2009 года на № 22 в Великобритании (UK Singles Chart), достигнув на следующей недели № 2, став самым успешным для Свифт британским синглом, вместе с последующими «I Knew You Were Trouble» и «Shake It Off» и первым её в top-10 в Соединённом Королевстве. Сингл провёл 7 недель в top-10 и 33 недели в суммарном британском чарте и был сертифицирован в платиновом статусе British Phonographic Industry (BPI) за тираж более 600,000 копий. 22 октября 2012, Love Story снова вошёл в британский чарт на № 55. В Ирландии, «Love Story» достиг № 3. В Европе трек достиг № 10 в Eurochart Hot 100 Singles, № 6 в Венгрии, № 7 в Норвегии и № 10 в Швеции.
В Австралии, «Love Story» дебютировал 25 января 2009 года на № 38, позднее поднявшись на № 2, где оставался 6 недель и потом на № 1 (29 марта 2009), став первым в карьере Свифт чарттоппером в Австралии и единственным до 2014 года, когда появился суперхит «Shake It Off». Сингл был сертифицирован в 3-кр. платиновом статусе Australian Recording Industry Association за тираж более 210,000 копий. «Love Story» попал на № 10 в итоговом за десятилетие хит-параде Австралии Austrian Singles Chart. 2 февраля 2009 года «Love Story» дебютировал на № 33 в Новой Зеландии. Спустя 9 недель 6 апреля 2009 года сингл достиг № 3. Он был сертифицирован в платиновом статусе Recording Industry Association of New Zealand за тираж более 15,000 копий. Во всём мире было продано около 8 млн копий «Love Story».

## Список композиций
| - Promo CD Single / Digital Download 1. «Love Story» — 3:57 - Pop Mix Digital Download 1. «Love Story» (Pop Mix) — 3:53 - US CD Single 1. «Love Story» (US Pop Mix) — 3:53 2. «Love Story» — 3:57 - AUS / EU CD Single 1. «Love Story» — 3:57 2. «Love Story» (Digital Dog Radio Mix) — 3:11 - UK CD Single 1. «Love Story» — 3:57 2. «Beautiful Eyes» — 2:56 3. «Love Story» (Digital Dog Radio Mix) — 3:11 - UK Digital Download Remix Bundle 1. «Love Story» (Digital Dog Remix) — 5:58 2. «Love Story» (J Stax Club Mix) — 5:28 | - UK Stripped Performance Single 1. «Love Story» (Stripped) — 3:42 - GER CD Single 1. «Love Story» — 3:57 2. «Beautiful Eyes» — 2:56 3. «Love Story» (Digital Dog Radio Mix) — 3:11 4. «Love Story» (Music Video) — 3:54 - The Remixes Maxi-CD Single 1. «Love Story» (Digital Dog Remix) — 5:59 2. «Love Story» (Digital Dog Radio Mix) — 3:11 3. «Love Story» (Digital Dog Dub) — 5:38 4. «Love Story» (J Stax Club Mix) — 5:29 5. «Love Story» (J Stax Radio Mix) — 3:42 6. «Love Story» (Album Version) — 3:57 |

## Чарты
| Чарт (2008-09)                             | Высшая позиция |
| ------------------------------------------ | -------------- |
| Австралия (ARIA)                           | 1              |
| Австрия (Ö3 Austria Top 40)                | 30             |
| Бельгия/Фландрия (Ultratip Bubbling Under) | 4              |
| Бельгия/Валлония (Ultratop 50)             | 39             |
| Канада (Billboard Canadian Hot 100)        | 4              |
| Канада (Billboard AC)                      | 1              |
| Канада (Billboard CHR/Top 40)              | 4              |
| Канада (Billboard Country)                 | 1              |
| Канада (Billboard Hot AC)                  | 3              |
| Czech Republic (Rádio Top 100 Oficiální)   | 4              |
| Дания (Tracklisten)                        | 16             |
| Европа (Eurochart Hot 100 Singles)         | 10             |
| Финляндия (Latauslista Download)           | 17             |
| Франция (SNEP)                             | 14             |
| Германия (GfK)                             | 22             |
| Венгрия (Mahasz)                           | 6              |
| Ирландия (IRMA)                            | 3              |
| Japan (Japan Hot 100)                      | 3              |
| Нидерланды (Single Top 100)                | 13             |
| Новая Зеландия (Recorded Music NZ)         | 3              |
| Норвегия (VG-lista)                        | 7              |
| Словакия (Rádio — Top 100)                 | 13             |
| Испания (PROMUSICAE)                       | 47             |
| Швеция (Sverigetopplistan)                 | 10             |
| Швейцария (Schweizer Hitparade)            | 50             |
| Великобритания (OCC UK Singles)            | 2              |
| США (Billboard Hot 100)                    | 4              |
| США (Billboard Adult Contemporary)         | 1              |
| США (Billboard Adult Pop Airplay)          | 3              |
| США (Billboard Hot Country Songs)          | 1              |
| США (Billboard Latin Pop Airplay)          | 35             |
| США (Billboard Pop Airplay)                | 1              |

| Чарт (2008)          | Позиция |
| -------------------- | ------- |
| US Billboard Hot 100 | 81      |
| US Country Songs     | 55      |

| Чарт (2009)                             | Позиция |
| --------------------------------------- | ------- |
| Australia (ARIA)                        | 3       |
| Canada (Canadian Hot 100)               | 8       |
| Japan (Japan Hot 100)                   | 54      |
| New Zealand (RIANZ)                     | 13      |
| Sweden (Sverigetopplistan)              | 47      |
| UK Singles (Official Charts Company)    | 29      |
| US Billboard Hot 100                    | 5       |
| US Adult Contemporary Songs (Billboard) | 2       |
| US Adult Pop Songs (Billboard)          | 11      |
| US Pop Songs (Billboard)                | 8       |
| US Radio Songs                          | 1       |

| Чарт (2000-09)       | Позиция |
| -------------------- | ------- |
| Australia (ARIA)     | 10      |
| US Billboard Hot 100 | 73      |

| Чарт (1958—2018)     | Позиция |
| -------------------- | ------- |
| US Billboard Hot 100 | 543     |

## Сертификации
| Регион | Сертификация   | Продажи    |
| --- | -------------- | ---------- |
| Австралия (ARIA) | 10× Платиновый | 700 000    |
| Канада (Music Canada) | 2× Платиновый  | 160 000*   |
| Дания (IFPI Danmark) | Платиновый     | 90 000     |
| Германия (BVMI) | Платиновый     | 300 000    |
| Италия (FIMI) | Золотой        | 50 000     |
| Япония (RIAJ) | Золотой        | 100 000*   |
| Новая Зеландия (RMNZ) | Платиновый     | 15 000*    |
| Великобритания (BPI) | 3× Платиновый  | 1 800 000  |
| США (RIAA) | 8× Платиновый  | 8 000 000  |
| США (RIAA) · Mastertone | Платиновый     | 1 000 000* |
| * Данные о продажах приведены только на основе сертификации. · Данные о продажах + прослушиваниях приведены только на основе сертификации. |                |            |

## Love Story (Taylor’s Version)
11 февраля 2021 года Свифт анонсировала в программе Good Morning America выход перезаписанной версии «Love Story» под названием «Love Story (Taylor’s Version)», релиз прошёл 12 февраля 2021 года в качестве лид-сингла переиздания альбома Fearless (Taylor’s Version), выходящего 9 апреля 2021 года.

### История
Инструментарий перезаписанной версии был предоставлен многими из тех же музыкантов, которые играли для версии 2008 года.
Лирик-видео «Love Story (Taylor’s Version)» вышло на канале YouTube. В нём представлены фотографии Свифт с её поклонниками, которые «Times of India» окрестили как ход, заменяющий Ромео поклонниками певицы. Rolling Stone придерживается той же точки зрения, заявив, что видео изображает «любовь между артистами и фанатами».

### Композиция
Перезаписанная версия не отличается от версии 2008 года, почти не отклоняясь от оригинального продакшна. Многие из тех же музыкантов, которые играли в версии инструментала 2008 года, также были задействованы в перезаписи. Тем не менее, есть заметное изменение тембра вокала Свифт в версии 2021 года, которая имеет «более округлый и полный» тон, свободный от большей части её более старого кантри-говора. Он перезаписан с более высокой точностью и более резким контрастом между использованным инструментарием; удары по струнам банджо, тарелки и скрипки в «Love Story (Taylor’s Version)» более заметны; с чётко определёнными басовыми звуками, с менее резкими электрогитарами и более сильными барабанами, и пониженными гармониями при микшировании звука.

### Отзывы
Критик журнала Rolling Stone Саймон Возик-Левинсон описал «Love Story (Taylor’s Version)» как «блистательное горьковато-сладкое обновление классики», дополненное большим количеством эмоций, отточенными инструментальными композициями и вокальной техникой. Вринда Джагота из Pitchfork похвалила Свифт за её стремление без смущения пересмотреть свои подростковые работы и назвала их «демонстрацией силы и свободы взрослой женщины». Микаэль Вуд из «Los Angeles Times» высказал мнение, что «Love Story» остаётся классикой, заметив, что перезаписанная версия «практически неотличима» от своей копии 2008 года. Описывая это сходство как своего рода «разочарование», поскольку Свифт достигла артистической зрелости со своими альбомами 2020 года  Folklore  и  Evermore , Вуд признал, что права на «Love Story» могут полностью принадлежать Свифт.
Критик журнала «NME» Ханна Милреа назвала его «очаровательным порывом ностальгии» с улучшенным производством, где Свифт удаётся сохранить «блеск и сердечную теплоту», благодаря которым «Love Story» имела успех. Милреа добавила, что Свифт использовала свой новый мощный вокал, чтобы «омолодить» версию 2021 года, тогда как версия 2008 года имела более «серьезный» тон. Высоко оценивая вокальное исполнение Свифт, Ширли Ли из The Atlantic написала, что голос певицы в 31 год «намного богаче», с контролируемым тоном и точным стаккато. Ли пришла к выводу, что версия 2008 года содержала «нетерпеливый, запыхавшийся вокал Свифт, передающий это полностью подростковое ощущение фантазии о новой влюбленности», а версия 2021 года «вызывает зрелую, забавную задумчивость». Кевин Джон Койн из Country Universe заявил, что «более выраженная скрипка и банджо» уменьшили «поп-блеск» песни, что привело к «более приземлённому ощущению».
Ричард С. Хи из журнала Billboard, был впечатлён сведением песни. Он написал, что оригинал был «громким, динамически ровно смикшированным, предназначенным для прослушивания из динамиков FM-радио», в то время как перезаписанная версия предлагает хорошо сбалансированный, насыщенный, «впечатляющий» микс, который усиливает мечтательную атмосферу песни. Он также отметил, что инструменты в припеве оригинала «казалось, сливаются в одну большую стену звука», тогда как «Love Story (Taylor’s Version)» может похвастаться атмосферой с отдельными инструментами.
Марк Сэвидж из BBC написал, что эти две версии почти не отличаются, высоко оценив «более чёткое» качество «Love Story (Taylor’s Version)», которое позволяет слушателям уловить инструментальные детали, которые были потеряны в версии 2008 года. Он подчеркнул, что зрелый вокал Свифт и произношение придают песне глубину и теплоту, сохраняя при этом «романтическую невинность» подростка.

### Коммерческий успех
В США сингл «Love Story (Taylor’s Version)» был продан в количестве 10 000 загрузок в цифровом формате и собрал 5,8 миллиона потоковых трансляций по запросу (on-demand стримов) в первый день выпуска. Несмотря на то, что эта версия не была продвинута на радио, её прокрутили 144 раза на 89 радиостанциях, что составляет 777 000 прослушиваний.
В кантри-чарте Billboard Hot Country Songs новая версия «Love Story (Taylor’s Version)» дебютировала на первом месте (с 25 тыс. продаж и 13,7 млн стрим-потоков), сделав Свифт первым музыкантом, имеющим чарттопперы в последние три десятилетия: 2000-е, 2010-е и 2020-е годы и только вторым исполнителем (после Долли Партон), имеющим на первых местах как оригинальную, так и перезаписанную новую версию одной и той же песни. Это её 8-й лидер кантри-чарта и 24-й в десятке лучших Hot Country Songs. Также он дебютировал на 11-м месте в основном мультижанровом американском хит-параде Billboard Hot 100 (это 129-е попадание в лучшую сотню — женский рекорд) и став рекордным 22-м чарттоппером в Digital Song Sales и возглавив цифровой кантри-чарт Country Digital Song Sales (в 15-й рекордный раз) и стриминговый кантри-чарт Country Streaming Songs.

### Список композиций
- Цифровые загрузки и стриминг[192]

1. «Love Story» (Taylor’s Version) — 3:56

- Цифровые загрузки и стриминг (Elvira Remix)[193]

1. «Love Story» (Taylor’s Version) [Elvira Remix] — 3:32 (видео)

### Участники записи
По данным сервиса Tidal.
- Тейлор Свифт — вокал, автор, продюсер
- Christopher Rowe — продюсер, звукозапись
- David Payne — звукозапись
- John Hanes — звукозапись
- Рэнди Меррилл — мастеринг-звукоинженер
- Сербан Генеа — микширование
- Sam Holland — звукозапись
- Sean Badum — ассистент звукоинженера
- Mike Meadows — бэк-вокал, акустическая гитара, банджо, мандолина
- Paul Sidoti — бэк-вокал, электрогитара
- Caitlin Evanson — бэк-вокал
- Amos Heller — бас
- Matt Billingslea — ударные
- Max Bernstein — электрогитара
- Jonathan Yudkin — скрипка

### Чарты
| Чарт (2021)                                | Высшая позиция |
| ------------------------------------------ | -------------- |
| Австралия (ARIA)                           | 21             |
| Бельгия/Фландрия (Ultratip Bubbling Under) | 24             |
| Канада (Billboard Canadian Hot 100)        | 7              |
| Европа (Billboard Euro Digital Song Sales) | 10             |
| Мир (Billboard Global 200)                 | 7              |
| Ирландия (IRMA)                            | 7              |
| Латвия (EHR)                               | 2              |
| Малайзия (RIM)                             | 1              |
| Нидерланды (MegaCharts)                    | 6              |
| Новая Зеландия (Recorded Music NZ)         | 18             |
| Португалия (AFP)                           | 68             |
| Сингапур (RIAS)                            | 3              |
| Швеция (Sverigetopplistan)                 | 62             |
| Великобритания (OCC UK Singles)            | 12             |
| США (Billboard Hot 100)                    | 11             |
| США (Billboard Adult Contemporary)         | 25             |
| США (Billboard Adult Pop Airplay)          | 39             |
| США (Billboard Country Airplay)            | 57             |
| США (Billboard Hot Country Songs) ·        | 1              |
| США Rolling Stone Top 100                  | 4              |

| Чарт (2021)                        | Позиция |
| ---------------------------------- | ------- |
| США (Hot Country Songs, Billboard) | 80      |

### История релиза
| Регион                           | Дата            | Формат                     | Версия       | Лейбл    | Ссылка  |
| -------------------------------- | --------------- | -------------------------- | ------------ | -------- | ------- |
| Шаблон:Registration required Мир | 12 февраля 2021 | Цифровые загрузки стриминг | Оригинальная | Republic | [ 192 ] |
| Шаблон:Registration required Мир | 26 марта 2021   | Цифровые загрузки стриминг | Elvira Remix | Republic | [ 193 ] |

## Сертификации
| Регион                                                                      | Сертификация | Продажи |
| --------------------------------------------------------------------------- | ------------ | ------- |
| Великобритания (BPI)                                                        | Серебряный   | 200 000 |
| Данные о продажах + прослушиваниях приведены только на основе сертификации. |              |         |